# HD 174387
HD 174387，又名CD-4612669，SAO 229336、HR 7092，是一颗恒星，视星等为5.54，位于銀經349.73，銀緯-19.51，其B1900.0坐标为赤經18h 45m 1.1s，赤緯-46° -19.51′ 45″。